# Sione Vailanu

a Compétitions nationales et continentales officielles uniquement.

b Matchs officiels uniquement.
Dernière mise à jour le 9 juillet 2024.
Sione Vailanu, né le 27 janvier 1995 à Tofoa (Tonga), est un joueur de rugby à XV international tongien évoluant au poste de troisième ligne centre. Il joue avec les Glasgow Warriors en United Rugby Championship depuis 2022.

## Carrière

### En club
Sione Vailanu commence sa carrière au Japon dans le championnat universitaire avec son club de l'Université Asahi (en) entre 2014 et 2017. Il joue également au rugby à sept lors de sa période au Japon.
Pendant l'été 2017, il rejoint l'Angleterre et joue pendant six mois avec l'équipe réserve des Saracens : les Saracens Storm. Il se fait alors remarquer par de grosses performances, et signe un contrat professionnel d'une saison et demi en janvier 2018,. Doublure de joueurs comme Billy Vunipola ou Jackson Wray, il ne joue deux rencontres de championnat lors de la saison 2018-2019.
En 2019, il rejoint le club des Wasps, évoluant dans le même championnat, où il a la lourde tâche de remplacer Nathan Hughes, parti à Bristol,.
Peu titularisé avec les Wasps, il décide de rejoindre les Worcester Warriors en 2021, pour un contrat de deux saisons,. 
Il quitte cependant Worcester après seulement une saison, puis rejoint les Glasgow Warriors à partir de la saison 2022-2023. Durant cette saison, son équipe atteint la finale du Challenge européen où elle affronte le RC Toulon. Pour cette rencontre, il est titulaire en troisième ligne aux côtés de Matt Fagerson et Jack Dempsey; son équipe est cependant battue sur le score de 43 à 19,.

### En équipe nationale
Sione Vailanu a joué avec l'équipe des Tonga des moins de 20 ans en 2015, disputant à cette occasion le trophée mondial des moins de 20 ans, où son équipe termine à la quatrième place.
Il est sélectionné pour la première fois avec l'équipe des Tonga en octobre 2017. Il obtient sa première cape internationale le 18 novembre 2017 à l'occasion d'un match contre l'équipe du Japon à Toulouse.
En 2019, il est sélectionné pour préparer la Coupe du monde au Japon, mais n'est finalement pas retenu dans le groupe définitif pour participer à la compétition.
En juin 2023, il est sélectionné au sein du groupe tongien retenu pour préparer la Coupe du monde 2023 en France. Il est ensuite retenu au sein du groupe définitif pour le Mondial français le 21 août 2023. Il joue les quatre matchs de son équipe lors de la compétition, dont un seul en tant que titulaire.

## Palmarès

### En club
- Vainqueur du Championnat d'Angleterre en 2018 et 2019 avec les Saracens.
- Finaliste du Championnat d'Angleterre en 2020 avec les Wasps.
- Finaliste du Challenge européen en 2023 avec les Glasgow Warriors.
- Vainqueur du United Rugby Championship en 2024 avec les Glasgow Warriors.

### En équipe nationale
- 15 sélections avec les Tonga depuis 2017.
- 25 points (5 essais).